# Bùi Huy Tín

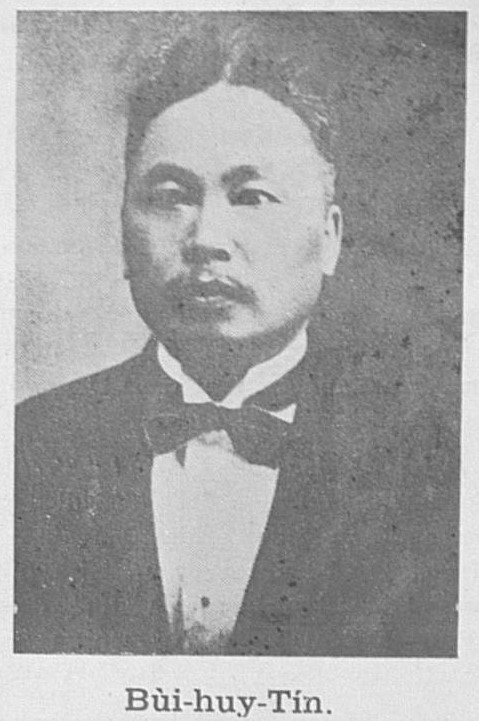
Chân dung Bùi Huy Tín.

Bùi Huy Tín (1876-1963) là một doanh nhân nổi tiếng ở Việt Nam nửa đầu thế kỷ XX, có địa bàn hoạt động khắp Bắc Kỳ, Trung Kỳ và trên nhiều lĩnh vực thầu khoán, nông nghiệp, khai khoáng, in ấn, xuất bản.

## Khái quát
Bùi Huy Tín sinh năm 1876, mất năm 1963, là một doanh nhân nổi tiếng trên thương trường Việt Nam thời thuộc địa. Ông là một trong những nhân vật thuộc lớp doanh nhân hiện đại  đầu tiên, theo lối ăn phương Tây ở Việt Nam đầu thế kỷ XX như Bạch Thái Bưởi, Nguyễn Hữu Thu, Nguyễn Hữu Tiệp, Trần Ngọc Thiện, Trương Văn Bền, Nguyễn Sơn Hà...
Theo lời kể của ái nữ của doanh nhân là nhà văn Bùi Bích Hà (1938-2021), năm lên 3 tuổi, Bùi Huy Tín thất lạc với gia đình được một sỹ quan người Pháp nuôi dưỡng. Nhờ đó, ông sớm thông thạo tiếng Pháp và bước vào thương trường từ vị trí thông ngôn, thư ký cho người Pháp. Hoạt động như con thoi giữa Bắc kỳ và Trung kỳ, Bùi Huy Tín lập nghiệp với nghề thầu khoán rồi thành chủ đồn điền, chủ mỏ, chủ nhiệm nhiều tờ báo khác nhau và đặc biệt là chủ nhà in Đắc Lập lớn nhất Trung kỳ. Trước năm 1945, Bùi Huy Tin đã trở thành một doanh nhân thành công trên cả thương trường lẫn hoạt động chính trị, xã hội.

## Cuộc đời và sự nghiệp

### Thương trường
Bùi Huy Tín bắt tay vào sự nghiệp kinh doanh của mình với nghề thầu khoán. Do thông thạo tiếng Pháp, ông làm thông ngôn cho nhiều công trình xây dựng cầu đường trong giai đoạn Pháp đầu tư vào giao thông vận tải ở Đông Dương trong giai đoạn khai thác thuộc địa lần thứ I. Với sự nhạy bén, ông nhảy sang làm thầu khoán cung cấp vật liệu cho các công trình cầu đường của Pháp. Đây là một khuynh hướng khá phổ biến của nhiều nhân vật thành danh trên thương trường thời thuộc địa như Bạch Thái Bưởi, Nguyễn Hữu Thu. Chính trong giai đoạn lập nghiệp này, Bùi Huy Tín phát hiện ra nguồn nước khoáng Vĩnh Hảo (Bình Thuận) vào năm 1909 nhưng lại không được chính quyền thuộc địa cấp quyền khai thác.
Bùi Huy Tín mở rộng hoạt động kinh doanh của mình bằng cách tạo lập nhiều đồn điền và đấu thầu các mỏ khai thác khoáng sản. Nhờ vào thành quả khai khẩn ruộng hoang ở Hương Khê, Hà Tĩnh, năm 1918, Bùi Huy Tín được triều đình Khải Định ban cho vinh làm Hàn Lâm viện trước tác. Một số điền sản nổi tiếng của Bùi Huy Tín có thể kể đến như đồn điền Bỉm Sơn (Thanh Hóa), đồn điền Ông Đồng (Quảng Bình). Ngoài ra Bùi Huy Tín còn có một số mỏ khai thác khoáng sản ở Quảng Bình (3/11/1931), Nghệ An (13/2/1932). Huê lợi ổn định từ các đồn điền, mỏ khoáng sản này giúp Bùi Huy Tín có cơ sở kinh tế vững chắc, mở rộng hoạt động trên nhiều lĩnh vực khác nhau. 

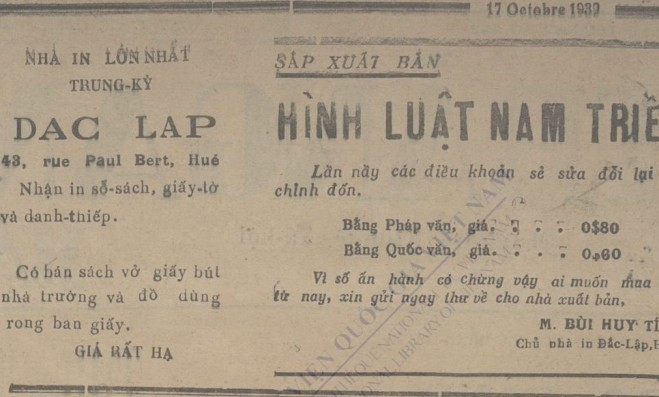
Quảng cáo nhà in Đắc Lập trên Tràng An báo.

Trên lĩnh vực kỹ nghệ, Bùi Huy Tín là một trong những người tiên phong ở Trung kỳ. Năm 1919, khi phong trào tẩy chay Hoa kiều phát triển mạnh mẽ trong Nam ngoài Bắc, Bùi Huy Tín tham gia thành lập nhà in người Việt đầu tiên ở Trung kỳ theo thỏa thuận giữa các hội viên Thuận Thành Thương quán. Cái tên Đắc Lập được vua Khải Định đặt cho nhà in đầu tiên của Huế với ý nghĩa: "nhân vô tín bất lập, hữu tín ư đắc lập". Ngày 10/12/1919, nhà in Đắc Lập ra đời và được tổ chức theo mô hình công ty cổ phần với giá trị 50.000 đồng. Tuy nhiên, đến năm 1929 do khó khăn về tài chính từ các cổ đông, nhà in Đắc Lập được Bùi Huy Tín mua lại toàn bộ cổ phần, trở thành tài sản riêng của ông. Nhà in này đặt tại số 43 đường Paul Bert, nay là đường Trần Hưng Đạo, Tp. Huế.
Việc sở hữu các đồn điền ở Trung kỳ còn thúc đẩy Bùi Huy Tín đầu tư vào các nhà máy nước, công trình thủy lợi phục vụ nông nghiệp. Năm 1923, ông mở nhà máy nước thứ nhất ở Quảng Nam, đến năm 1928 lại tiếp tục mở cái thứ hai ở Vĩnh Điện cũng ở Quảng Nam (28/01/1928). Ngoài ra, Bùi Huy Tín còn có kế hoạch xây đập ngăn nước để trồng lúa ở phá Hạc Hải, Quảng Bình nhưng không thành. Nhờ những nỗ lực này mà năm 1923, Bùi Huy Tín lại một lần nữa được triều đình ban cho quan hàm (Hồng Lô Tự khanh) để ghi nhận đóng góp của ông.
Các cơ sở kinh tế này của Bùi Huy Tín tiếp tục tồn tại cho đến năm 1954. Sau khi Hiệp định Gèneve được thi hành, đa số tài sản của Bùi Huy Tín nằm ở phía Bắc vĩ tuyến 17 trong khi ông đã định cư ở Huế từ lâu. Những năm sau cùng của cuộc đời, Bùi Huy Tín tiếp tục sống ở Huế với phần sản nghiệp ít ỏi còn lại ở phía Nam vĩ tuyến 17. Ông mất ngày 14 tháng chạp năm Nhâm Dần (ngày 09/01/1963), mộ phần táng tại chùa Tập Thiện, kiệt 93 Đặng Huy Trứ, TP. Huế.

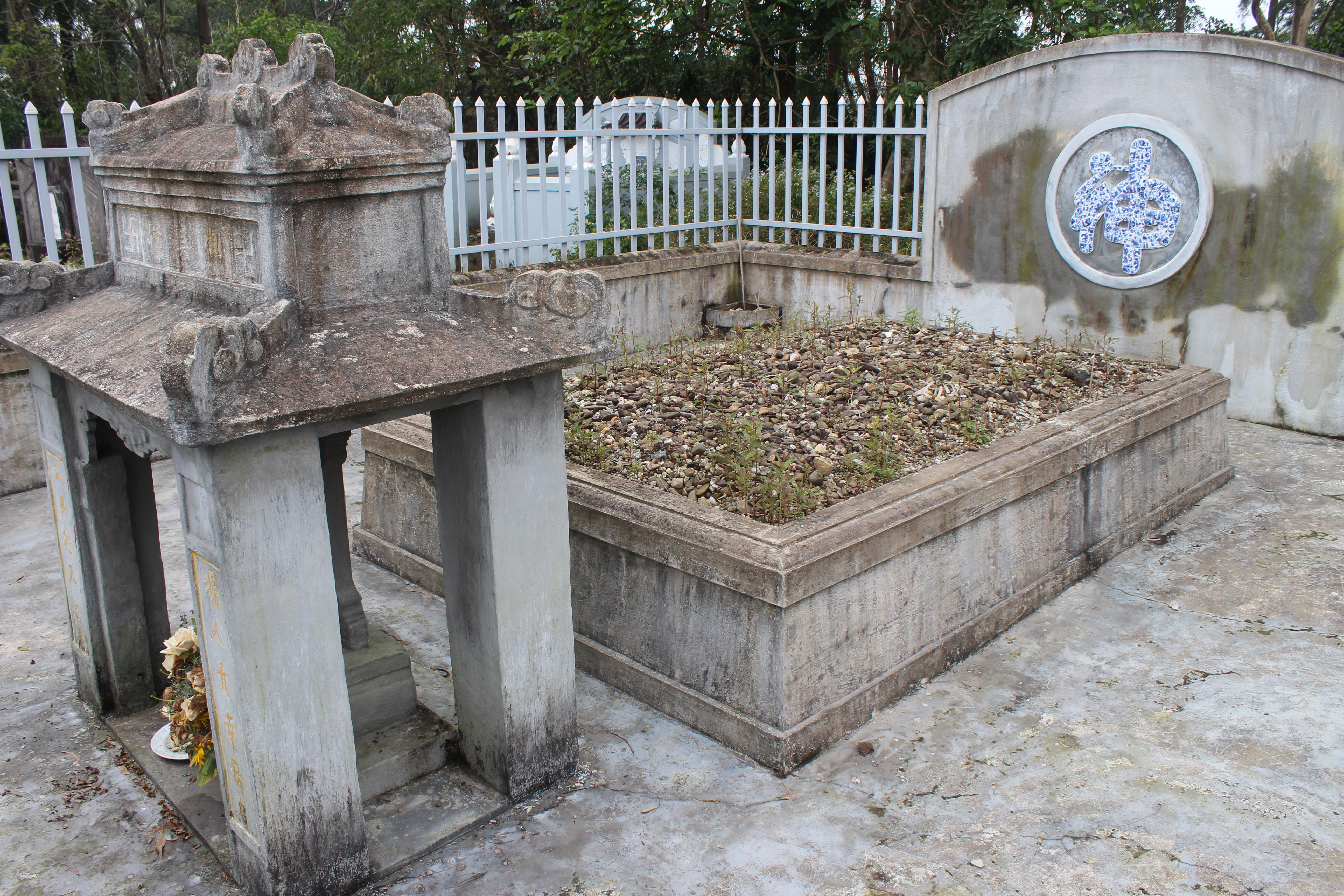
Mộ phần doanh nhân Bùi Huy Tín ở Huế. Nguồn: Võ Phúc Toàn (01/2021).

### Các hoạt động văn hóa, xã hội khác
Bên cạnh vai trò là một doanh nhân, Bùi Huy Tín hoạt động mạnh mẽ trên nhiều lĩnh vực văn hóa xã hội khác nhau.
Sau phong trào tẩy chay Hoa kiều, năm 1920, ông cùng với Nguyễn Hữu Thu sáng lập tờ Thực nghiệp dân báo ở Hà Nội để cổ vũ việc chấn hưng thực nghiệp ở người Việt, tham gia sáng lập Hội Bắc kỳ công thương đồng nghiệp. Năm 1924, ông dự định thành lập một tờ báo Quốc ngữ tư nhân đầu tiên ở Trung kỳ, được vua Khải Định ban tên theo tôn chỉ bảo tồn luân lý của tờ báo là Thần kinh vệ cương báo. Tuy nhiên, phải đến năm 1935, Bùi Huy Tín mới thành lập được tờ báo của mình ở Trung kỳ là Tràng An báo, có phụ bản tiếng Pháp là La Gazette de Hué. Theo thông tin trên tờ Tràng An, Bùi Huy Tín còn mở giải đá bóng mang chính tên mình trong thập niên 1930.
Năm 1923, hội Bắc kì châu phả, một hội đồng hương những người có tổ quán hoặc nguyên quán Bắc kỳ đến Trung kỳ lập nghiệp được thành lập. Dù không phải là người sáng lập Hội nhưng Bùi Huy Tín với vị thế và tiềm lực kinh tế của mình đã đóng một vai trò quan trọng trong việc duy trì hoạt động của Hội. Về sau, ông đảm nhận vị trí Chánh Hội trưởng của Hội Bắc kỳ châu phả. Theo điều lệ của Hội, một trong những công việc quan trọng của hội là lo việc ma chay và quản lý nghĩa trang ở Huế dành cho những người đồng hương Bắc kỳ và sau này sẽ mở rộng ra các tỉnh ở Trung kỳ. Năm 1924, chùa Tập Thiện của hội Bắc kỳ châu phả (Hội Ái hữu đồng châu Bắc Việt) được xây dựng để trông coi việc hương khói nghĩa trang cho các đồng hương Bắc kỳ ở Huế.

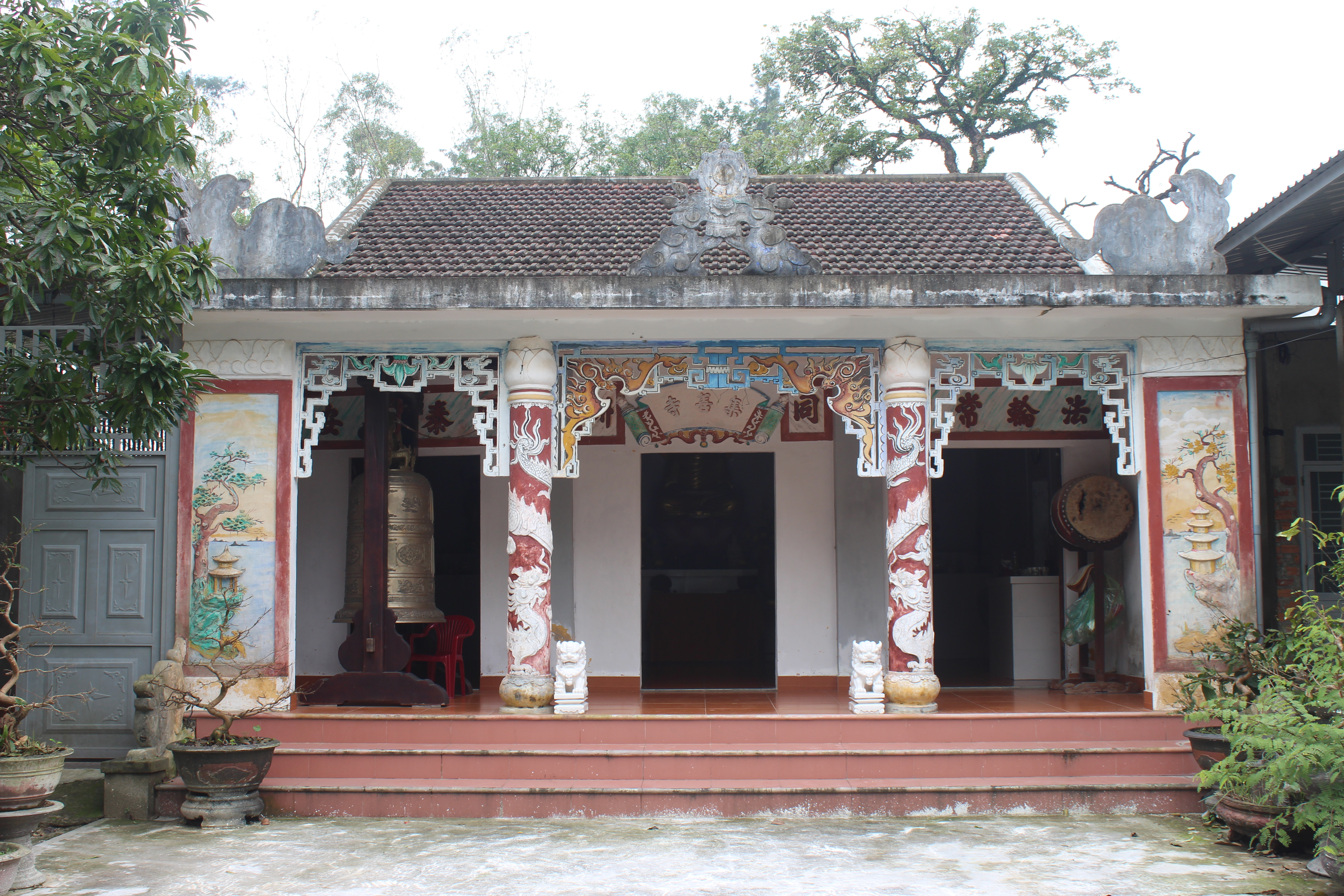
Chùa Tập Thiện ở Huế. Nguồn: Võ Phúc Toàn (01/2021).

Bùi Huy Tín có mối quan hệ tốt với các văn nhân như Phan Khôi, Hoài Thanh, đặc biệt là Tản Đà Nguyễn Khắc Hiếu. Bài Chơi Huế trong tập thơ in năm 1925 của Tản Đà có viết về mối giao hảo này như sau:  
"Chơi xuân ta nghĩ cũng kỳ!
Dịp đâu may mắn cũng vì có ai
Cảm ơn hai chữ liên tài

Còn tình, còn nghĩa, còn dài sắt son."
Chữ "ai" của đoạn này được tác giả chú thích rõ là nói về Bùi Huy Tín.

Ngoài ra, Bùi Huy Tín còn tham gia hoạt động nghị trường ở Viện Dân biểu Bắc kỳ và Trung kỳ. Ông là người Bắc kỳ đầu tiên trở thành nghị viên của Viện Dân biểu Trung Kỳ vào năm 1933, một thành quả do chính ông kiến nghị sửa đổi, xóa bỏ sự phân biệt vùng miền trong ứng cử dân biểu ở Trung kỳ. Năm 1935, Bùi Huy Tín là Phó Nghị trưởng Viện Dân biểu Trung kỳ. Quan điểm chính trị của Bùi Huy Tín được thể hiện khá rõ thông qua các bài tranh luận ở nghị trường, chính luận ở báo chí. Qua đó có thể hiểu Bùi Huy Tín là người ủng hộ tinh thần quốc gia, theo con đường ôn hòa, bất bạo động:
"Nói tóm lại, giai cấp tranh đấu, đả đảo tư bản là một việc cuồng vong, người thức thời thẩm thế không bao giờ làm. Điều đó, chính nhà cách mạng Phan Bội Châu đã tuyên bố trên mặt báo này rồi, chúng ta không nên mơ tưởng đến nữa. Chúng ta là dân mất nước, bổn phận chúng ta là làm sao cho có nước lại đã. Nghĩa là làm thế nào cho quốc quyền khôi phục, quốc thể chấn hưng, thỉnh cầu với nước Pháp thi hành đúng theo hòa ước năm 1884, cho chúng ta được trọn quyền nội trị để gầy dựng các cơ sở quốc gia, rồi từ đó mà lo tự trị tự cường, sẽ có một ngày trở nên Phi-luật-tân (Philippines) thứ hai ở cõi Viễn đông vậy."

## Gia đình
Theo thông tin nhà văn Bùi Bích Hà cung cấp, Bùi Huy Tín có người anh là Bùi Nga.
Riêng Bùi Huy Tín có ba người con trưởng thành.  Con lớn nhất là một cô gái, đến năm 1945 đã kết hôn với một trưởng khu hỏa xa ở Tam Kỳ sau này bị quân Pháp bắn chết.  Hai người con khác là Bùi Huy Đẩu theo nghiệp quân nhân và nhà giáo và nhà văn Bùi Bích Hà (1938-2021). Bùi Bích Hà là một nữ nhà văn có tiếng trong cộng đồng người Việt ở Mỹ, chủ bút tờ bán nguyệt san Phụ Nữ Gia Đình, phụ trách một chương trình phát thanh của đài Little Saigon Radio.

### Chú giải
1. ↑  Theo nhà văn Bùi Bích Hà, ái nữ của doanh nhân Bùi Huy Tín, ông sinh ngày 15 tháng giêng năm Bính Tý (ngày 9/02/1876) và mất ngày 14 tháng chạp năm Nhâm Dần (ngày 09/01/1963), mộ phần táng tại chùa Tập Thiện, kiệt 93 Đặng Huy Trứ, TP. Huế.